# Мальвинас-Аргентинас (муниципалитет)
Муниципалитет Мальвинас-Аргентинас  (исп. Partido de Malvinas Argentinas) — муниципалитет в Аргентине в составе провинции Буэнос-Айрес.
Территория — 63 км². Население — 322375 человек. Плотность населения — 5117,46 чел./км².
Административный центр — Лос-Польворинес.

## География
Департамент расположен на северо-востоке провинции Буэнос-Айрес.
Департамент граничит:
- на северо-западе — c муниципалитетом Пилар
- на севере — с муниципалитетом Эскобар
- на востоке — с муниципалитетом Тигре
- на юге — с муниципалитетом Сан-Мигель
- на западе — с муниципалитетом Хосе-Клементе-Пас

## Важнейшие населенные пункты[3]
| № | Населённый пункт     | Населённый пункт (исп.) | Категория   | Население чел. (2010) | На карте                        |
| - | -------------------- | ----------------------- | ----------- | --------------------- | ------------------------------- |
| 1 | Мальвинас-Аргентинас | Malvinas Argentinas     | агломерация | 322375                | 34°29′46″ ю. ш. 58°42′02″ з. д. |

#### Агломерация Мальвинас-Аргентинас
- входит в агломерацию Большой Буэнос-Айрес

| № | Населённый пункт                | Населённый пункт (исп.)        | Категория | Население чел. (2001) | На карте                        |
| - | ------------------------------- | ------------------------------ | --------- | --------------------- | ------------------------------- |
| 1 | Гранд-Бург                      | Grand Bourg                    | город     | 95045                 | 34°29′19″ ю. ш. 58°43′36″ з. д. |
| 2 | Лос-Польворинес                 | Los Polvorines                 | город     | 53354                 | 34°30′38″ ю. ш. 58°41′57″ з. д. |
| 3 | Вилья-де-Майо                   | Villa de Mayo                  | город     | 43405                 | 34°30′01″ ю. ш. 58°40′54″ з. д. |
| 4 | Тортугитас                      | Tortuguitas                    | город     | 41390                 | 34°28′12″ ю. ш. 58°45′30″ з. д. |
| 5 | Инхеньеро-Пабло-Ногес           | Ingeniero Pablo Nogués         | город     | 38470                 | 34°28′45″ ю. ш. 58°41′57″ з. д. |
| 6 | Инхеньеро-Адольфо-Сордо         | Ingeniero Adolfo Sourdeaux     | город     | 5951                  | 34°30′03″ ю. ш. 58°39′38″ з. д. |
| 7 | Ареа-де-Промосьон=Эль-Триангуло | Área de Promoción El Triángulo | город     | 2594                  | 34°27′34″ ю. ш. 58°41′53″ з. д. |
| 8 | Мальвинас-Архентинас            | Malvinas Argentinas            | город     | 368                   | 34°29′46″ ю. ш. 58°42′02″ з. д. |
| 9 | Тьеррас-Альтас                  | Tierras Altas                  | город     | —                     | 34°28′43″ ю. ш. 58°44′36″ з. д. |